# Сурат, Александр Владимирович
Александр Владимирович Сурат (12 октября 1947, Харьков, УССР — 2 сентября 2016 года, Геленджик, Краснодарский край, Российская Федерация) — российский государственный и политический деятель. Губернатор Амурской области с 11 мая по 5 октября 1993 года. Генеральный директор ОАО «Амурские коммунальные системы» (2003—2008).

## Биография

### Образование и трудовая деятельность
Окончил Харьковский инженерно-экономический институт.
С 1978 году работал в объединении «Дальвостуголь». С января 1990 года — начальник отдела экономического анализа, с августа 1991 года — заместитель начальника Главного планово-экономического управления исполкома Амурского областного Совета.

### Политическая деятельность
С ноября 1991 года — председатель комитета по экономике и, одновременно (по должности), заместитель главы Администрации Амурской области.
С ноября 1992 года — президент финансово-строительной компании «Мост».
Избирался председателем Амурской областной организации Партии российского единства и согласия (1993).
В апреле 1993 года был избран главой Администрации Амурской области. Во время роспуска Верховного Совета России поддержал Съезд народных депутатов России, в октябре 1993 года Указом Президента Российской Федерации был снят со своего поста, после чего возвратился на должность президента компании «Мост».
В октябре 1994 года был избран депутатом Амурского областного Совета народных депутатов.
В апреле 1996 года был назначен первым заместителем главы Администрации области и сложил полномочия депутата. Занимал должность заместителя главы Администрации области по экономике и финансам. В марте 1997 года баллотировался на пост главы администрации Амурской области, занял четвёртое из 6 мест, набрав чуть более 2% голосов.

### Дальнейшая карьера
В 1997—2007 годах — генеральный директор ОАО «Амурские коммунальные системы». В последние годы жизни возглавлял в Геленджике муниципальное предприятие одного из округов города-курорта.